# Giulia Occhini
Giulia Occhini (Naples, le 23 juillet 1922 - Novi Ligure, le 6 janvier 1993), connue sous le nom de la « Dame blanche », a été impliquée dans une relation sentimentale extraconjugale avec le coureur cycliste Fausto Coppi dans les années 1950, ce qui à l'époque a provoqué un énorme scandale.
Compte tenu de la notoriété du personnage impliqué, cette histoire a mis en lumière avec force, dans cette Italie démocrate-chrétienne, les aspects aussi bien moraux que juridiques de l'adultère (dans ces années-là le divorce n’avait pas encore été autorisé en Italie et constituait donc encore un crime). Giulia Occhini dut affronter un procès pour abandon du domicile conjugal. Les péripéties judiciaires et journalistiques de Giulia Occhini sont devenues emblématiques du climat conformiste et répressif qui régnait à l’époque,.
Ce surnom la rendit célèbre auprès du grand public après l'étape de Saint-Moritz dans le Giro d'Italie en 1954, quand Pierre Chany, journaliste de L'Équipe, eut écrit : « Nous aimerions en savoir davantage sur cette dame en blanc que nous avons vue à côté de Coppi ». Il la surnommait ainsi à cause du duffel-coat couleur de neige qu'elle portait.

## Biographie
Épouse d'Enrico Locatelli, médecin à  Varano Borghi (VA) et admirateur de Fausto Coppi, Giulia Occhini a rencontré Fausto Coppi lors du Giro de 1953, à la fin de l'étape de Stelvio, et a participé publiquement à la cérémonie de remise des prix du championnat du monde de 1953 à Lugano. Tout commence en 1948, lorsque son mari lui demande un autographe du Campionissimo à la fin des Trois vallées varésines. Giulia Occhini  entre en correspondance avec Coppi, qui invité par Locatelli rencontre sa famille lors d'une brève visite à Varèse. Une histoire d'amour commence ainsi entre Giulia Occhini et Coppi qui passent leur premier été ensemble en tant qu'amants en 1953, en vacances à Capri.
Les deux étant déjà mariés, leur rapport suscite un grand scandale à l'époque et l'opinion publique s'y est fortement opposée, en particulier les fans de Fausto Coppi, et Occhini a même été la cible de la réprimande publique du pape Pie XII. Coppi et son épouse Bruna Ciampolini se sont séparés par consensus en 1954, tandis que Locatelli dénonçait Gloria Occhini pour adultère. En conséquence, selon la loi italienne de l'époque, les amants étant pris sur le fait, la femme a dû purger un mois de prison à Alexandrie puis une période de résidence forcée à Ancône, tandis que le passeport de Coppi a été retiré. Après mille difficultés, Coppi et Gloria se sont mariés au Mexique, le mariage n'a jamais été reconnu en Italie. De l'union est né un fils Angelo Fausto Coppi surnommé « Faustino  », né le 13 mai 1955 à Buenos Aires.
En décembre 1959, Coppi décide de prendre des vacances et d'aller pour une grande chasse en Afrique où il contracte le virus du paludisme. Le 2 janvier 1960, il meurt à l'hôpital de Tortona. Toute l'Italie lui rend hommage.
Mais il n'y avait ni pardon ni solidarité pour Giulia, la « dame blanche », qui resta seule avec Faustino. Ce n'est que plus tard qu'elle rencontrera l'industriel Stefano Azzaretti, le dernier compagnon de sa vie.
Giulia Occhini est décédée le 6 janvier 1993 après presque un an et demi de coma à l'Ospedale San Giacomo à Novi Ligure des suites de blessures subies lors d'un accident de voiture survenu juste en face de Villa Coppi dans le hameau de Barbellotta de Novi Ligure le 3 août 1991.